# عين التينة (ريف دمشق)
عين التينة قرية سوريّة تتبع إداريّاً لمحافظة ريف دمشق منطقة القطيفة ناحية معلولا، بلغ تعداد سكانها 11000نسمة حسب التعداد السكاني لعام 2017.